# ドン・ペリニヨン (ワイン)

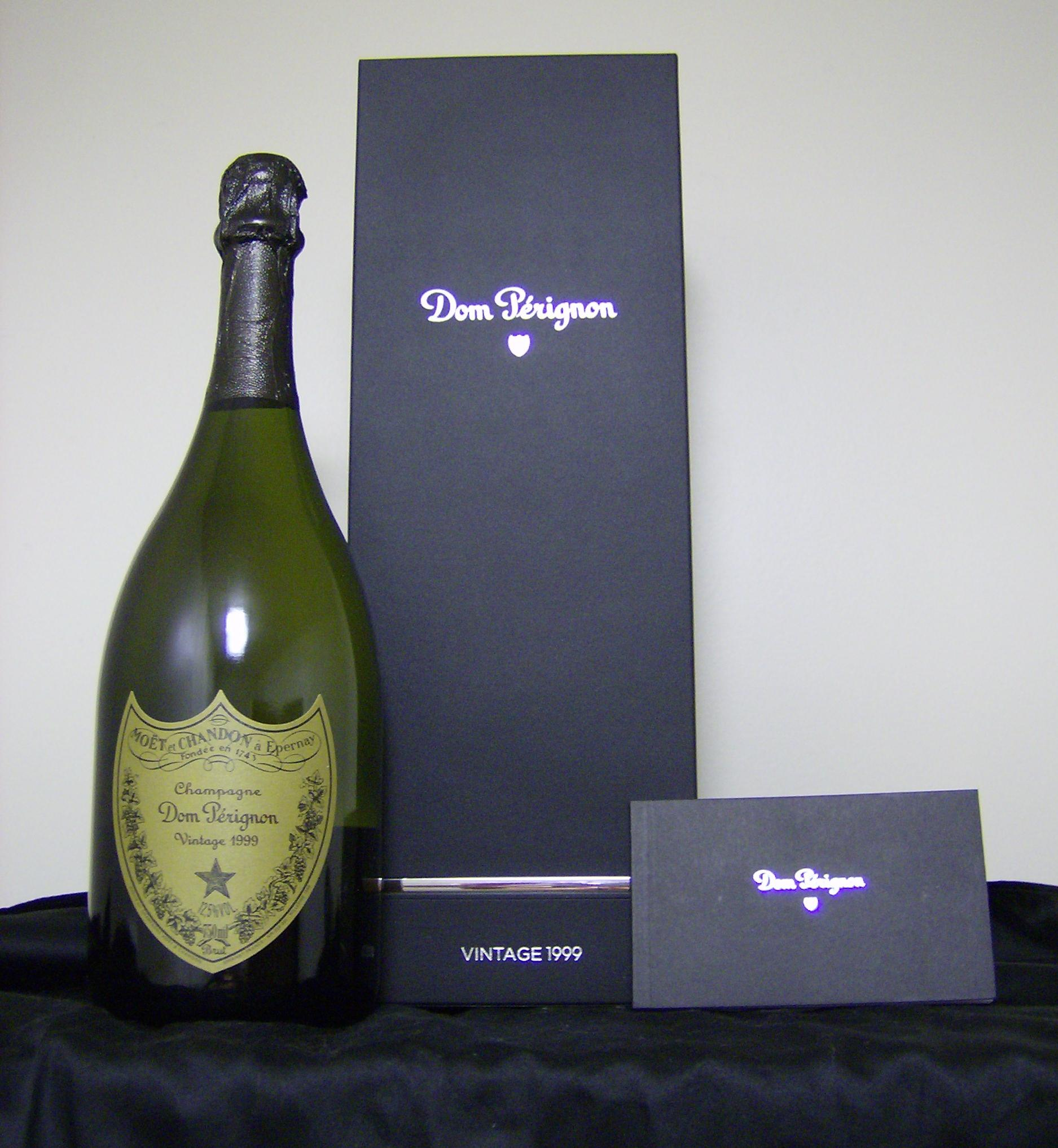

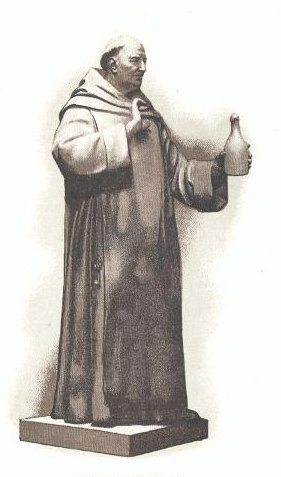
修道士のドン・ペリニヨン

ドン・ペリニヨン（仏: Dom Pérignon）は、フランスのモエ・エ・シャンドン（Moët et Chandon）社によって生産されるシャンパンの銘柄。俗にドンペリとも呼ばれる。

## 概説
ドン・ペリニヨンという銘柄名は、シャンパンを発明したとされるベネディクト会の修道士、ドン・ペリニヨンにちなんで名付けられた。その修道士が、発酵中のワインを瓶詰めして放置したところ、偶然、シャンパンが出来たという。
シャンパンの中でも特に熟成年数の長い「ヴィンテージ・シャンパン」に属し、一番下のランクでも8年程度の熟成を行う。また基本的に「ブドウの出来が良い年のみ仕込みを行う」ため、年によっては製造を行わない場合もある。
日本ではバブル期において、一部の成金の間で「ロマコンのピンドン割り」（高級なフランス赤ワインのロマネ・コンティを「ピンドン」（ドン・ペリニヨンのロゼ。ピンクのドン・ペリニヨンという意味）で割ったもの）という飲み方が流行ったりもしたため非常に知名度が高い。また、日本のロックシンガーである、浜田省吾のアルバム『DOWN BY THE MAINSTREET』に収録されている『MONEY』の歌詞にて、富裕層の飲み物の象徴としてドン・ペリニヨンが登場する。

## 種類
ドン・ペリニヨン
ラベルの色は白。俗に「ドンペリ白」と呼ばれる。一般的なグレード。
ドン・ペリニヨン ロゼ
ピノ・ノワール種のブドウを用いた、ロゼワインベースのシャンパン。ラベルがピンクで、通称「ドンペリピンク」「ピンドン」とも。8 - 10年程度の熟成を行う。
ドン・ペリニヨン エノテーク
ラベルの色は黒。俗に「ドンペリブラック」と呼ばれる。熟成年数は15年程度。
ドン・ペリニヨン レゼルヴ・ドゥ・ラベイ
ラベルの色はゴールド。澱引きを行わず約20年程度の長期熟成を行う。
ドン・ペリニヨン P2/P3
製造元では、ドン・ペリニヨンについて「プレニチュード」（熟成を経て飲み頃になる時期）が8年、12 - 15年、30年超の3回あるとして、そのうち2回目を迎えたものを「P2」、3回目を迎えたものを「P3」として発売している。
これ以外にも期間限定品などが存在する。
なお日本では、エノテークの古いヴィンテージなどを指して俗に「ドンペリプラチナ」と呼ぶことがある。明確に定義が定まったものではないが、大別して、1976年以前のエノテークとP3の二つをプラチナとしているようである。